# 尼克·普萊斯
尼克·普萊斯（英語：Nicholas Raymond Leige Price，1957年1月28日—），南非出生的津巴布韋白人職業高爾夫球手，曾贏得3次大滿貫賽事，包括2次PGA錦標賽和1次英國公開賽。他在1990年代中期曾經是積分榜冠軍，在2003年入選世界高爾夫名人堂。

## 早年生活
普萊斯在南非聯邦德班出生，雙親為英國人，父親英格蘭裔，母親威爾斯裔。他的童年在羅德西亞（今津巴布韋）度過，並且在哈拉雷愛德華王子學校求學。他是該校的高爾夫球隊隊長。畢業後考上了羅德西亞空軍，在羅德西亞叢林戰爭中服役。他至今仍然擁有津巴布韋及英國雙重國籍。普萊斯在1977年轉打職業賽，從陽光巡迴賽打到歐洲巡迴賽，並於1983年開始擠身PGA巡迴賽。他在1984年放棄津巴布韋國籍，只保留著英國護照，直到1996年才重獲雙重國籍身份。普萊斯與妻子蘇（Sue）及3名子女定居美國佛羅里達州霍布海峽。普萊斯的外甥雷·普萊斯是津巴布韋國家板球隊前隊員。

## 外部連結
- 官方网站
- 尼克·普萊斯在歐洲巡迴賽官方網站
- 尼克·普萊斯在PGA巡迴賽的官方網站
- 尼克·普萊斯在日本高爾夫巡迴賽官方網站
- 尼克·普萊斯在男子高爾夫世界排名的官方網站
- 尼克·普萊斯 （页面存档备份，存于）在About.com網站的個人資料和統計信息